# 朱廷址
灵丘怀僖王朱廷址（1530年—1552年6月13日），明朝灵丘端懿王朱聪滆曾孙，灵丘长子朱俊格嫡孙，灵丘长孙朱充熼嫡长子。

## 生平
朱聪滆请求以朱廷址为灵丘曾长孙，礼官奏无故事。嘉靖二十四年（1445年），明世宗因朱聪滆高寿，特许之。嘉靖三十年（1551年），朱充熼去世。嘉靖三十一年（1552年）二月，朱聪滆奏请由曾长孙朱廷址代行礼、约束宗室，礼部上报，认为朱聪滆年老，应该由人代理，但朱廷址年少，除非得到皇帝授权，否则难以服众。世宗准奏。五月，朱廷址卒，赐祭葬如奉国将军例。
嘉靖四十年（1561年）十月，朱廷址子朱鼐鐮受封为灵丘玄长孙，袭封为灵丘王，因其请求，嘉靖四十二年（1563年）四月，朱廷址被追封为灵丘怀僖王。

## 评价
- 《弇山堂别集》卷074：慈仁短折，小心畏忌。

## 家庭

### 子孙
- 灵丘王朱鼐鐮
- 管灵丘王府事镇国中尉→管灵丘王府事镇国将军朱鼐鈇[6]
  - 嫡子辅国将军朱鼎潔
    - 朱彝楓
- 管灵丘王府事镇国中尉朱鼐鍕[7]